# Kamila Soćko
Kamila Soćko (ur. 12 listopada 1988 w Warszawie) – polska wioślarka. Zawodniczka WTW Warszawa.

## Osiągnięcia
- Mistrzostwa Europy – Poznań 2007 – czwórka podwójna – 5. miejsce[2].
- Mistrzostwa Europy – Ateny 2008 – ósemka – 5. miejsce[2].
- Mistrzostwa Świata – Poznań 2009 – ósemka – 7. miejsce[2].
- Mistrzostwa Europy – Brześć 2009 – ósemka – 5. miejsce[2].
- Mistrzostwa Europy – Montemor-o-Velho 2010 – ósemka – 7. miejsce[2].